# The New York Times Building
The New York Times Building es un rascacielos finalizado a finales de 2007 que se sitúa al oeste de Midtown Manhattan, Nueva York (Estados Unidos). Su principal propietario es el grupo The New York Times Company, que cuenta con publicaciones como The New York Times, The Boston Globe e International Herald Tribune, que además posee otras publicaciones regionales. La mayor parte de la construcción externa se completó en el segundo trimestre de 2007, y The New York Times empezó a instalarse en su nueva sede a principios de junio del mismo año, aunque para esa fecha todavía no estaba acabado completamente el edificio, no funcionaban todos los ascensores y no se habían eliminado los accesorios de la obra de la fachada.
El 9 de marzo de 2009, por motivo de la crisis financiera, el New York Times se vio forzado a vender parte del edificio (unos 70 000 m²) por la suma de 225 millones de dólares.

## Historia del proyecto
El proyecto fue anunciado el 13 de diciembre de 2001. Tiene 52 plantas y se ubica en la zona este de la Octava Avenida, en el cruce con las calles 40 y 41. El lugar elegido se halla en la zona más occidental y alejada del centro de Midtown Manhattan, alrededor de la Octava Avenida; en esta zona no se han construido muchos rascacielos desde que se terminara el One Worldwide Plaza en 1989 y la posterior Hearst Tower en 2006. La construcción fue acordada por las siguientes compañías: The Times Company, la empresa Forest City Ratner, con sede en Cleveland, e ING Inmobiliaria.
La célebre fotógrafa Annie Leibovitz fue contratada para inmortalizar la construcción del New York Times entre julio de 2005 y julio de 2006. Para crear la colección de 35 imágenes, Leibovitz se inspiró en las fotografías que Lewis Hine y Margaret Bourke-White tomadas en los años 1930 en los edificios Chrysler y Empire State respectivamente. También visitó el rascacielos a comienzos de 2007, para documentar la instalación de los primeros ocupantes. La serie fotográfica se denominó Building the Times: Photographs by Annie Leibovitz.

## Diseño

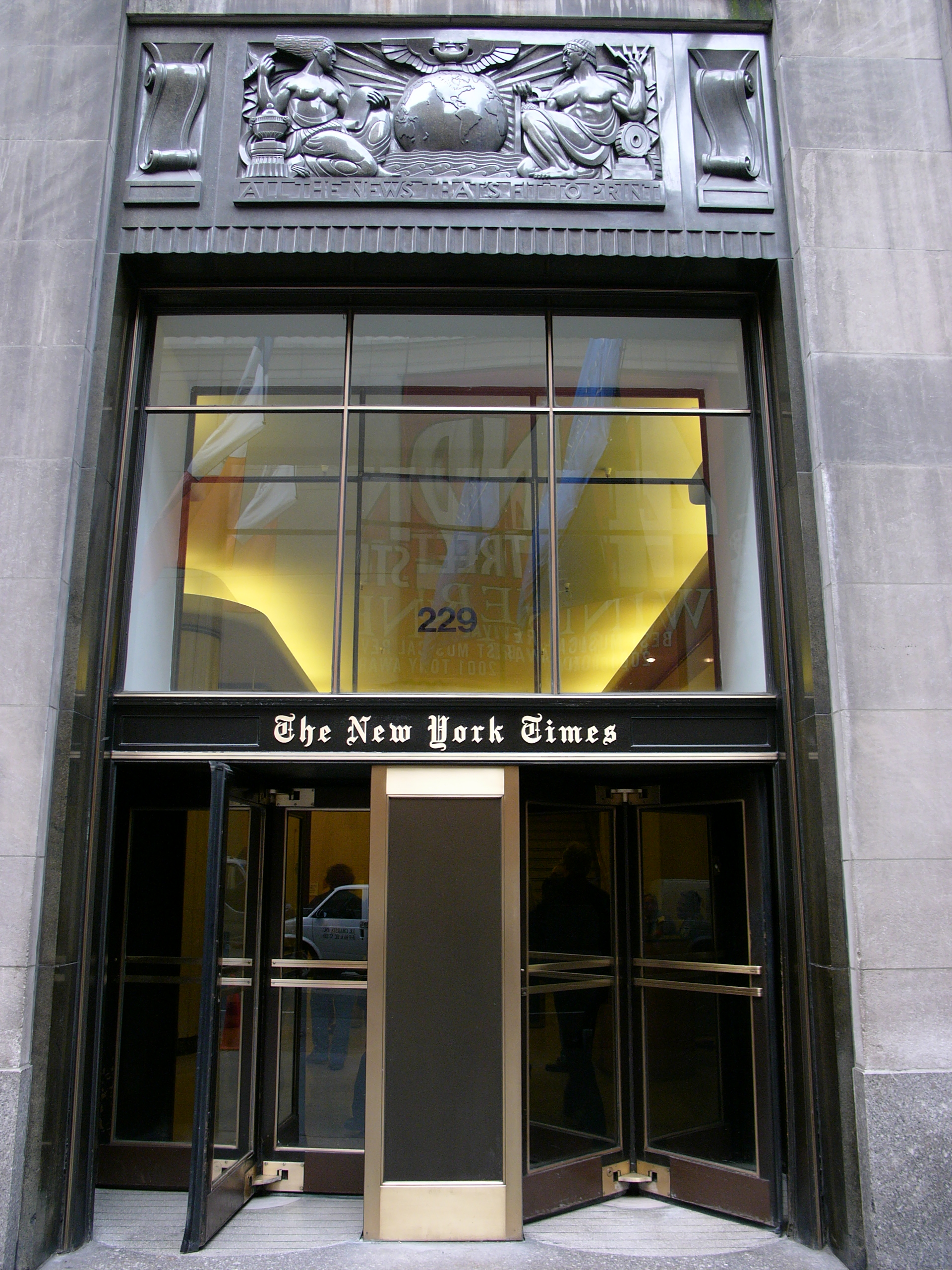
Antigua sede del grupo The New York Times Company.

La torre, diseñada por Renzo Piano y FXFOWLE, con Gensler como interiorista, destaca por su innovadora fachada con miles de pequeños tubos de cerámica. La torre tiene numerosas características ecológicas. Una de ellas es un ambiente de trabajo que maximiza la luz natural, así como un total de veinte mil lámparas fluorescentes regulables, que mantienen los niveles de luz necesarios para ahorrar energía y evitar el deslumbramiento.
La torre tiene una altura de azotea de 229 m, pero la fachada (el parapeto) llega hasta los 256 m, y una antena extiende la altura máxima hasta los 319 m. El edificio tiene una superficie total de 143 000 m².
El 11 de noviembre de 2006, el edificio alcanzó su altura final de 319 m.

## Propietarios
The New York Times Company ocupa unos 70 000m² del segundo piso al 28, y Forest City Ratner e ING Real Estate ocupan unos (55 000 m²) de los pisos 29 al 50. El edificio también contiene 1 858 metros cuadrados de espacio comercial en la planta baja.
Desde agosto de 2007, tres bufetes de abogados tienen sus oficinas en el edificio: Covington & Burling, LLP. Osler en el piso 36. Seyfarth Shaw y LLP, que ocupa las plantas 31, 32 y 33.